# دیانا لبکس

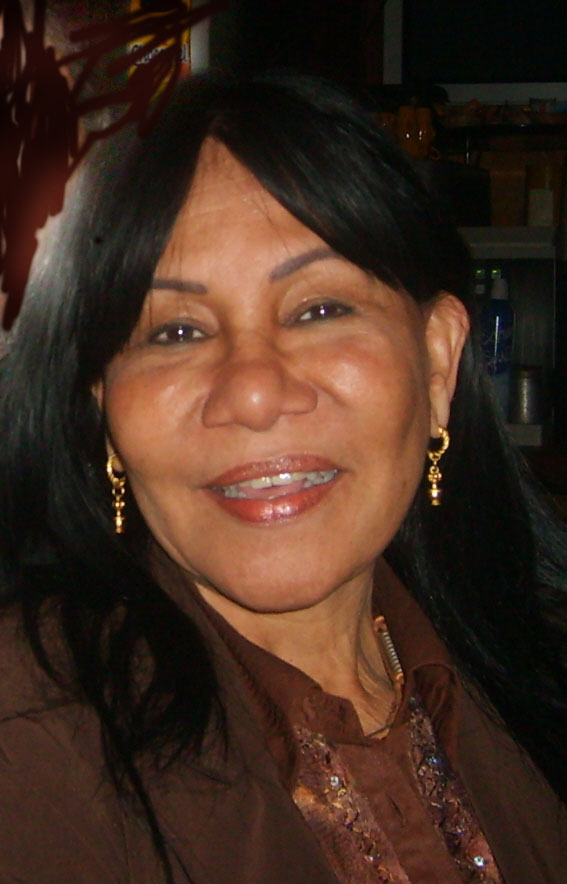
دیانا لبکس - ۲۰۰۸

دیانا لبکس در ۱۲ سپتامبر ۱۹۴۷به دنیا آمد. او یک مربی، بازیگر و نویسنده اهل کوراسائو است و بیشتر به خاطر ادبیات کودکانش شناخته شده‌است. او نویسنده‌ای است که به دو زبان پاپیمنتا و هلندی می‌نویسد. در سال ۱۹۷۶ Silver Stylus را دریافت کرد جایزه، یکی از بالاترین افتخارات هلند برای ادبیات جوانان برای کتاب Nancho van Bonaire. در سال ۲۰۰۳ او جایزه افتتاحیه Prins Bernhard Cultuurfonds Caribisch Gebied (PBCCG Cultuurprijs، جایزه صندوق فرهنگی شاهزاده برنهارد کارائیب) را برای کتاب Caimin's geheim دریافت کرد و در سال ۲۰۰۷ به او عنوان شوالیه در نشان نارنجی- Naau را دادند.

## اوایل زندگی
دایانا ملیندا لباکس در ۱۲ سپتامبر ۱۹۴۷ در محله Chere Asile ویلمستاد در مستعمره هلند معروف به قلمرو Curaçao به دنیا آمد. سال پس از تولد او این کشور به آنتیل هلند تبدیل شد، ایالتی تشکیل دهنده پادشاهی هلند. مادرش، استر آمالیا دوئلویج،  اهل سورینام بود و به زبان سرانان تونگو صحبت می‌کرد و در هجده سالگی به کوراسائو نقل مکان کرد.  پدرش، ویلم مرتجو لباکس، یک افسر ارشد گمرک بود که به‌عنوان نجار و منبت‌تراشی نیز به صورت هنری کار می‌کرد.  پدر ویلم اهل باندابو در کوراسائو بود و خدمت سربازی خود را در اندونزی به پایان رسانده بود و قبل از بازگشت به کوراسائو با یک زن مالایی در آنجا ازدواج کرد. مادربزرگ او هرگز هلندی را یادنگرفت و فقط به زبان مالایی و پاپیمنتی صحبت می‌کرد. از آنجایی که والدینش فقط به زبان هلندی می‌توانستند ارتباط برقرار کنند، لباکز در خانه با زبان هلندی و پاپیمنتی بزرگ شد. 
پس از اینکه لبکس تحصیلات ابتدایی خود را در مدرسه فیلومنا  به پایان رساند، برای تحصیلات متوسطه خود در لیسه ماریا ایماکولاتا شرکت کرد.    زمان، (۱۹۶۰–۱۹۶۱) او شروع به نوشتن رمان برای دختران نوجوان کرد و در گروهی به نام سایه‌های نوجوان از سال ۱۹۶۳ تا ۱۹۶۶ آواز خواند  و نمایشنامه اجرا شده در مراسم آغاز، Regels voor ezels (قوانین برای خرها) توسط Lebacs نوشته شده‌است.  سال بعد، با Pacheco Domacassé، که کارگردانی سایه‌های نوجوان  بر عهده داشت، ازدواج کرد و بعداً ریاست بخش فرهنگی اداره آموزش و فرهنگ Bonaire را بر عهده گرفت.  آنها متعاقباً صاحب دو فرزند خواهند شد. 

## حرفه
در ماه مه ۱۹۶۸، مادر لبکس درگذشت و در ماه اوت او و همسرش سفری به اروپای غربی را طی شش ماه آینده آغاز کردند. در طول سفرهایشان، او شروع به نوشتن رمانی به نام Sherry-het Beg van een Beg (شری- آغاز آغاز) کرد، داستانی از بلوغ یک دختر آنتیلیایی که به توسعه اجتماعی و اقتصادی جزایر پرداخت  و اعتصابات کارگری که همراه با قیام‌های ضداستعماری در کوراسائو در سال ۱۹۶۹ رخ داد.  آن تابستان، او کتاب را برای انتشارات لئوپولد در لاهه فرستاد و شش ماه منتظر پاسخ آنها بود. پس از موافقت با انتشار رمان و تکمیل ویرایش‌هایی که می‌خواستند، در سال ۱۹۷۰، لباکز در یک دوره دو ساله ادبی در پاپیمنتوس ثبت‌نام کرد تا بینش بهتری در مورد زبان سرزمین مادری خود به دست آورد. او می‌خواست داستان‌های کودکانه را به زبان کودکان آنتیل هلند منتشر کند. 
در سال ۱۹۷۱، شری به نمایش درآمد و دو سال بعد توسط ناشر Tammi به فنلاندی ترجمه شد. همچنین در سال ۱۹۷۳، لباکس یک نمایشنامه تئاتر برای جوانان نوشت که اولین نمایشنامه دراماتیسمی بود که در بیش از بیست و پنج سال به زبان پاپیمنتی نوشته شد. بوچی وان پیا فینی (پاهای لاغر بوچی وان)، برای اولین بار با همسرش به عنوان کارگردان، به عنوان نقدی از سیستم‌های آموزشی اروپا و تبادل زنده بین بازیگران و تماشاگران به نمایش درآمد. پس از اولین نمایش، این نمایشنامه چندین بار در آروبا، بونیر و کوراسائو  ارائه شد و در سال ۱۹۷۴ منتشر شد. در آغاز شش سال بعد، لبکس اثر جدیدی منتشر کرد.  کتاب او در سال ۱۹۷۵، نانچو ون بونایر، جایزه زیلورن Zilveren Griffel را به دست آورد. جایزه (Silver Stylus) در سال ۱۹۷۶، اولین باری بود که این افتخار به یک نویسنده غیر اروپایی اعطا شد.  
لباکز در دهه‌های ۱۹۸۰ و ۱۹۹۰ به‌طور همزمان در چندین جبهه به کار خود ادامه داد. او داستان‌های کودکانه به زبان هلندی و پاپیمنتی، کتاب‌های درسی آموزشی برای دانش‌آموزان ابتدایی منتشر کرد، برنامه‌های تلویزیونی دربارهٔ تاریخ استعمار اسپانیایی و هلندی کوراسائو تهیه کرد و در دو فیلم Famia kibrá و Boka Sarantonio (خلیج سارانتونیو) بازی کرد.   او همچنین در پروژه‌های اجتماعی از جمله نمایشگاه‌های کتاب، کارگاه‌های آموزشی برای پایان دادن به خشونت علیه زنان، و برنامه‌های حفاظت از محیط زیست شرکت کرد.   در سال ۱۹۹۴، Lebacs اولین رمان خود را برای بزرگسالان، De langste maand (طولانی‌ترین ماه) منتشر کرد، که تفاوت‌ها در ارزش‌های محلی سنتی و انتظارات غربی را ارزیابی می‌کند. 
در سال ۲۰۰۳، لبکس جایزه جایزه صندوق فرهنگی کارائیب شاهزاده برنارد را برای کتاب خود caimin's secret دریافت کرد و در سال ۲۰۰۷ به نشان شوالیه را از سازمان Order of Orange-Nassau دریافت کرد.

## زندگی شخصی
لبکس و همسر او پاچئو صاحب دو فرزند بودند.لبکس در اثر سرطان پانکراس در شهر ویلمستاد و در ۱۱ جولای ۲۰۲۲، در سن ۷۴ سالگی از دنیا رفت. پاچئو نیز در مارس سال ۲۰۲۲ و در سن ۸۰ سالگی فوت کرد.